# Anatomy of a Scene
Anatomy of a Scene é uma série de televisão produzida e exibida no Sundance Channel desde 2001.
A cada capítulo eles mostram em mínúcias uma determinda cena de um filme, tentando assim entendê-la. Normalmente é mostrado a cena de um filme que previamente fez parte do Festival de Cinema de Sundance.
A cena é examinada de vários aspectos, mostrando várias perspectivas, como o design da produção, o design das vestimentas, a cinematografia, o texto que foi dito pelos atores, a trilha sonora e a direção. O programa também trás entrevistas com o elenco e equipe de produção.

## Cenas mostradas (filmes)
- American Splendor
- The Anniversary Party
- How to Get the Man's Foot Outta Your Ass
- The Believer
- Buffalo Soldiers
- The Cat's Meow
- The Clearing
- Confidence
- The Cooler
- The Dangerous Lives of Altar Boys
- The Deep End
- Die, Mommie, Die!
- Donnie Darko
- The Door in the Floor
- Far From Heaven
- Frailty
- Garden State
- Girl with a Pearl Earring

- Gosford Park
- Hedwig & the Angry Inch
- Memento
- Monster's Ball
- Narc
- Off the Map
- One Hour Photo
- Prozac Nation
- The Rules of Attraction
- Saved!
- Sidewalks of New York
- The Singing Detective
- Stander
- Tadpole
- The United States of Leland
- Waking Life